# Hermann Gradl
Hermann Gradl d.J. (* 15. Februar 1883 in Marktheidenfeld; † 15. Februar 1964 in Nürnberg) war ein deutscher Maler, Zeichner und Illustrator sowie Hochschullehrer.

## Leben und Wirken
Gradl war der zweite Sohn von Jakob Gradl und dessen Ehefrau Theresia (geborene Tritschler). Er ist der Neffe des gleichnamigen Hermann Gradl d.Ä. Sein Vater war Jurist und zu dieser Zeit Bezirksamtmann (entspricht der heutigen Funktion eines Landrats) des damals selbständigen Landkreises Marktheidenfeld (heute Teil des Landkreises Main-Spessart). Seine Eltern besaßen eine Dienstwohnung im Bezirksamt in der Mitteltorstraße 47. Der frühe Tod der Mutter im Jahr 1891 veranlasste den Vater, seine Söhne in die Obhut seiner Schwester nach Dillingen a. d. Donau zu geben. Gradl besuchte dort das Gymnasium, das er allerdings mit dem „Einjährigen“ wieder verließ.

### Kunstgewerbeausbildung in München
Unterstützt durch seine Vettern Hermann Gradl der Ältere und Max Joseph Gradl, die bereits als erfolgreiche Jugendstilkünstler tätig waren, konnte er bei seinem Vater eine künstlerische Ausbildung durchsetzen. 1899 wurde er Schüler der Städtischen Gewerbeschule in München.
1901 wechselte er an die Münchner Kunstgewerbeschule, wo er in der Klasse für Weberei unter Professor Theodor Spieß aufgenommen wurde und 1905 schließlich zu dessen Meisterschülern zählte. Schon zu dieser Zeit verspürte Gradl seinen Hang zur Malerei. In der Neuen Pinakothek studierte er die Meister des 19. Jahrhunderts, insbesondere die altdeutschen und holländischen, und erprobte sich in der Fertigung von Kopien. Außerdem war er als künstlerischer Berater der Kunsttöpferei Johann Lipp in Mering bei Augsburg tätig. In Zusammenarbeit mit seinen Vettern arbeitete Gradl als Gebrauchsgrafiker und entwarf Exlibris, Buchschmuck, Wein- und Speisekarten, Gestaltungen von Textilien und Keramik sowie für Haus- und Wohnungseinrichtungen.

### Lehrer an der Kunstgewerbeschule Nürnberg
Im Sommer 1907 nahm Gradl ein Angebot der Königlichen Kunstgewerbeschule Nürnberg (heutige Akademie der Bildenden Künste Nürnberg) an und wurde zum Lehrer für Weberei, Keramik und Kinderspielzeug berufen. Im Jahr darauf zog er nach Nürnberg und heiratete seine Frau Mary. Am 20. November 1909 bekam das Paar einen Sohn. Sein Werkstattnachbar in der Kunstgewerbeschule war Rudolf Schiestl.

### Landschaftsmaler
Gradl bildete sich neben seinem Lehrberuf autodidaktisch in der Malerei weiter und gewann 1909 einen künstlerischen Wettbewerb der Stadt Nürnberg. Ab diesem Zeitpunkt arbeitete er als Landschaftsmaler. Die Städtische Galerie Nürnberg kaufte ein erstes Ölgemälde Am Täubleinshof, das Gradl in einer Ausstellung fränkischer Künstler im neuen Kunsthaus gezeigt hatte. Mit seinen ersten Werken nahm er 1913/14 erfolgreich an einer Ausstellung im Münchner Glaspalast teil. Als Nürnberger Künstler 1918 ihre Werke in Leipzig ausstellten, konnte Gradl alle seine 12 dort gezeigten Gemälde innerhalb einer Stunde verkaufen.

### Buchveröffentlichungen und Illustrationen
1920 erschien bei Velhagen & Klasing ein Sonderheft von Heinrich Bingold über Gradl. Der gleiche Autor veröffentlichte im Hädecke-Verlag, Stuttgart, die Monographie Hermann Gradl, ein neuer deutscher Malerromantiker. Ein Jahr später wurde er im Allgemeinen Lexikon der Bildenden Künstler von der Antike bis zur Gegenwart erwähnt. Gradl illustrierte eine Trilogie Wilhelm Raabes, das Märchenbuch Deutscher Dichter und 1924 Joseph Victor von Scheffels Ekkehard. Die bebilderten Werke Die Ahnen, Soll und Haben sowie Die verlorene Handschrift von Gustav Freytag erschienen 1926, und 1927 erschien das Kinderbuch Der verschlafene Sonntag von Jella Lepmann mit seinen Zeichnungen.
1924 erschien ebenfalls im Hädecke-Verlag ein Buch mit dem Titel Deutsche Landschaften von Hermann Gradl, herausgegeben von Hermann Uhde-Bernays. Für die Kunsttöpferei Lipp in Mering fertigte Gradl in den Jahren 1925 bis 1930 weiterhin Entwürfe. Bekannt wurden insbesondere seine Weihnachtsteller.
Im Zeitraum von 1924 bis 1927 entstanden über 200 Ölstudien und Zeichnungen vom Rhein, den Gradl als passionierter Autofahrer von der Quelle bis zur Mündung bereiste. 50 im Atelier ausgeführte Gemälde nach den Erträgnissen seiner Motivsuche wurden in der Kölner Dom-Galerie und in anderen Orten am Rhein ausgestellt. Die Herausgabe eines Kunstbandes scheiterte jedoch ebenso wie eine geplante Illustration der Werke von Gottfried Keller, für die schon 80 Zeichnungen vorlagen, an den wirtschaftlichen Verhältnissen im Gefolge der Weltwirtschaftskrise von 1929.

### Professor für kunstgewerbliches Zeichnen
1926 war Gradl zum ordentlichen Professor für kunstgewerbliches Zeichnen von Gewebe, Tapeten und Intarsien befördert worden.
1933 unternahm er eine Mittelmeerreise. Ein weiteres Buch mit Arbeiten aus der Zeit von 1927 bis 1933 erschien 1936 unter dem Titel Der schöne deutsche Süden und mit einem Text von Ludwig Ankenbrand, wiederum im Hädecke-Verlag.

### Im Nationalsozialismus
Mit seinen romantischen Landschaftsbildern lief Gradl nicht Gefahr den zwischenzeitlich geltenden Anschauungen der nationalsozialistischen Kunstpolitik zu widersprechen, so dass er im Gegensatz zu vielen Malern moderner Stilrichtungen, deren Werke als „entartet“ abqualifiziert wurden, keinen Einschränkungen unterlag. Sein Malstil und seine Werke erlebten sogar erst jetzt den großen Durchbruch, da sie genau dem im nationalsozialistischen Deutschen Reich propagierten Kunststil entsprachen, der sich am Naturalismus des 19. Jahrhunderts orientierte und funktionalistisch der weltanschaulichen Vermittlung dienstbar gemacht wurde. Die Moderne wurde ebenso vehement wie in der Architektur nicht nur abgelehnt, sondern inquisitorisch aus dem öffentlichen Kunstleben verbannt. Die Stellung Gradls im Nazi-Kunstbetrieb drückt sich auch darin aus, dass er einer der wenigen Künstler war, die von 1937 bis 1944 auf allen Großen Deutsche Kunstausstellung vertreten waren. Von seinen dort ausgestellten 34 Bildern erwarb Hitler elf, Hermann Göring fünf und Hermann Esser eines.
1934 trat Gradl dem Nationalsozialistischen Lehrerbund (NSLB) mit der Mitglieds-Nr. 291047 bei.

#### Der „beste Landschafter“
Bei einem seiner zahlreichen Aufenthalte in Nürnberg fielen Adolf Hitler im Jahr 1937 mehrere Gemälde von Gradl im Atelier des Architekten Franz Ruff auf und weckten sein näheres Interesse. Ruff hatte die Bauleitung für die Kongresshalle Nürnberg auf dem Reichsparteitagsgelände inne und war der Patensohn Gradls. Hitler war sofort von den Bildern eingenommen und äußerte: „Wer solche Bilder malt, der muss ein anständiger Kerl sein!“ Den daraufhin erfolgten Besuch in Gradls Atelier schildert dieser in seiner Autobiographie wie folgt:

„(Ich) erwartete den Führer vor meiner Tür. Oberbürgermeister Liebel stellte mich vor, ein durchbohrender Blick prüfte mich. Der Führer betrat das Atelier, mit recht gemischten Gefühlen begleitete ich ihn. Alle Bilder, die herumhingen und -standen wurden genau betrachtet, kein Wort gesprochen. Die Herren seiner Begleitung standen in respektvoller Entfernung, eine peinliche Ruhe. Der Führer setzt sich auf meinen Diwan und schaut immer noch im Atelier herum. Ich stehe allein ihm gegenüber am Fenster. Plötzlich steht er auf, geht auf mich zu, ich bin ganz erschrocken, so wild sieht er aus, und sagt: Ich werde die bolschewistische Kunst vernichten und zwar in ganz kurzer Zeit, darauf können Sie sich verlassen, mein lieber Professor.“

Hitler wählte acht von Gradls Werken für die Ausstellung im Haus der Deutschen Kunst in München aus.
In einem Brief vom 19. Oktober 1937 an den Nürnberger Oberbürgermeister Willy Liebel äußerte sich Gradl über den Besuch Hitlers in seinem Atelier:

„… Ich hatte das unverdiente Glück, die höchste Auszeichnung die sich ein deutscher Mann denken und erhoffen kann, zu erleben: Vom Führer empfangen zu werden, einige Stunden neben dem Führer verleben zu dürfen. Dieses herrlichste u. unvergessliche Erlebnis, diesen Höhepunkt meines Lebens, verdanke ich Ihrem Wohlwollen, sehr geehrter Herr Oberbürgermeister. Meinen Dank hierfür glaube ich auch in Ihrem Sinne am besten dadurch zum Ausdruck zu bringen, indem ich mit aller Kraft mein ganzes Können dazu verwende, das von unserem Führer geschaffene, wundervolle Dritte Reich u. insbesondere unsere fränkische Heimat im Bilde zu verherrlichen, um es dem deutschen Volke noch näher zu bringen. Heil dem Führer!“

Nach der öffentlichen Anerkennung durch Hitler konnte Gradl mit Genugtuung feststellen:

„Meine Widersacher ließen mich jetzt in Ruhe, ich wurde nicht mehr belästigt, im Gegenteil, all die Herren, die mich vorher recht überheblich und schlecht behandelt hatten, suchten nun meine Freundschaft […] Durch das Eingreifen des Führers wurde ich […] zum meistgezeigten Künstler, (und) viele der hohen Herren von Partei und Staat wollten jetzt plötzlich einen Gradl haben, denn der Führer hatte wiederholt geäußert, dass ich weitaus der beste deutsche Landschafter sei!“

Für den so geadelten Gradl interessierte sich jetzt eine neue Käuferschicht aus der nationalsozialistischen Führungsriege, so dass er Bilder an Spitzenfunktionäre wie Speer und Goebbels verkaufen konnte. Seine bisherigen Jahreseinkünfte neben seinem Gehalt verdoppelten sich gegenüber den Vorjahren.
In einem Schreiben vom 1. August 1946 an das Bayerische Staatsministerium für Unterricht und Kunst erklärte Gradl das gestiegene Nachfrageinteresse:

„Bis 1937 kauften meine Bilder reiche Kaufleute, Industrielle und hohe Beamte, von 1937–1945 waren die Käufer meiner Bilder in der Hauptsache die inzwischen reich gewordenen Nationalsozialisten und jetzt kaufen wieder wohlhabende Kaufleute, Industrielle, hohe Beamte und amerikanische Offiziere meine deutschen Landschaften; also immer diejenigen, die gerade wirtschaftlich am stärksten sind.“

#### Professor für Landschaftsmalerei
Auf Geheiß Hitlers übernahm Gradl 1938 an der Staatsschule für angewandte Kunst in Nürnberg nun eine Klasse für Landschaftsmalerei. Gradl:

„Endlich war ich das Kunstgewerbe, das ich volle drei Jahrzehnte als unangenehmen Ballast mitschleppen musste, los. Nun konnte ich mich als 55er allein meiner Landschaftsmalerei widmen“

#### Ausstattungsmaler für die Neue Reichskanzlei
Obwohl als Landschafter bislang nur im Klein- und Mittelformat hervorgetreten, erhielt er von Hitler den Auftrag, sechs Monumentalgemälde für den Speisesaal der Neuen Reichskanzlei in Berlin zu fertigen. Hitler, der Gradl nicht nur als bedeutendsten deutschen Landschafter bezeichnete, sondern auch zu den „zwölf unverzichtbaren Künstlern des Dritten Reiches“ zählte, lud diesen zu seinem 50. Geburtstag nach Berlin ein. Am 23. Mai 1939 erhielt er für die bestellten Bilder, die den riesigen 48 m langen, 10,50 m breiten und 5 m hohen Speisesaal zieren sollten, eine Abschlagszahlung von 70.000 Reichsmark. Die Gemälde sollten mit den Bezeichnungen Hochgebirge, Bächlein, Seenlandschaft, Flaches Land und Flusslandschaft die „typischen Erscheinungsformen des deutschen Landes in seinen Bindungen aus Natur und Kultur, aus seinen verschiedenartigen Formationen als Land der deutschen Heimat“ repräsentieren. Als die Landschaftsbilder schließlich am 10. Mai 1941 vom Staat erworben wurden, erhielt Gradl den Rest seines Honorars von insgesamt 120.000 Reichsmark. Ob die Bilder tatsächlich alle gefertigt wurden und wo sie ggf. geblieben sind, ist nicht bekannt. Hitler selbst hatte ebenfalls ein Ölgemälde mit dem Titel Mainlandschaft für 23.000 Reichsmark angekauft.

#### Direktor der Akademie der Bildenden Künste
In Nürnberg bezog Gradl 1939 ein eigenes Haus mit Atelier in der Teutonenstraße 45 am Pulversee, entworfen von Fritz Mayer. Im selben Jahr wurde er zum Direktor der Staatsschule ernannt. Angeblich geschah dies ganz gegen seinen Willen:

„Ich habe nur völlige Ruhe für meine künstlerischen Verpflichtungen verlangt und wollte von allen politischen und parteilichen Verpflichtungen und Veranstaltungen befreit sein und stellte die Bedingung, dass mir ein Stellvertreter beigegeben wird, der mir die gesamte Verwaltungsarbeit der Schule abnehmen wird.“

Am 31. Mai 1940 wurde die Staatsschule in die „Akademie der Bildenden Künste in der Stadt der Reichsparteitage Nürnberg“ umgewandelt.

#### Parteiein- und Kirchenaustritt
Zum 1. Januar 1941 war Gradl in die NSDAP eingetreten (Mitgliedsnummer 7.848.329). Nach dem Krieg gab Gradl an, Nürnbergs Oberbürgermeister Liebel habe ihm dies als den ausdrücklichen Wunsch Hitlers nahegelegt. Im gleichen Jahr verstarb seine Frau, die er als seinen „besten Kameraden“ bezeichnete. Ein Jahr später trat er aus der katholischen Kirche aus.

#### Ehrenbürgerwürden und Wertschätzung
Der damalige Markt Marktheidenfeld ernannte Gradl am 30. Dezember 1942 zum Ehrenbürger. Die entsprechende Urkunde wurde ihm allerdings erst anlässlich der 1100-Jahr-Feier seiner Heimatgemeinde am 13. August 1955 überreicht. Auch die Universität Erlangen verlieh ihm 1943 die Ehrenbürgerwürde. Im gleichen Jahr wurde er mit dem mainfränkischen Kunstpreis ausgezeichnet.
Zu seinem 60. Geburtstag schlug die Stadt Nürnberg seine Ernennung zum Reichskultursenator und die Verleihung des „Präsidenten“-Titels für den Akademiedirektor vor. Auch die Verleihung der Goethe-Medaille, eine Auszeichnung für hervorragende Verdienste in Wissenschaft und Kunst, die jedoch üblicherweise nur zum 70. oder 75. Geburtstag in Betracht kam, wurde vorgeschlagen, obwohl nach einem Erlass Hitlers während des Krieges Titel und Ehrenzeichen grundsätzlich nur noch sehr eingeschränkt vergeben werden durften. Allein die Ignorierung dieser Maßgaben bei dem eingebrachten Vorschlag zeigt die Wertschätzung, die Gradl in den politisch führenden Kreisen genoss. Daran kann auch die Tatsache nichts ändern, dass er letztlich weder Titel noch Medaille erhielt, sondern sich „nur“ mit einem persönlichen Telegramm Hitlers aus dem Führerhauptquartier begnügen musste.
Mit 80 Abbildungen seiner Bilder erschien 1943 ein weiteres Buch im Hädecke-Verlag mit dem Titel Hermann Gradl. Deutsche Landschaft, kommentiert von W. v. Scholz und Eberhard Lutze.
Auf der Sonderliste der zwölf wichtigsten bildenden Künstler der 1944 entstandenen sogenannten Gottbegnadeten-Liste (Führerliste) war auch Gradl aufgeführt.
Bei den alliierten Bombenangriffen auf Nürnberg wurde auch das Haus von Gradl mehrmals beschädigt. Nach der Besetzung durch die Amerikaner am 17. April 1945 ging Gradl für einige Zeit nach Marktheidenfeld. Seines Amtes als Akademiedirektor wurde er enthoben.

### Entnazifizierung
Bei der Entnazifizierung wurde Gradl, der wie andere Künstler auch, positiv Stellung bezog für den in Moosburg 1945 bis 1948 internierten fränkischen Gauamtsleiter und Nürnberger Stadtrat Hans Bäselsöder, am 24. März 1948 (Az.: Gz. I/206; G 240) von der Spruchkammer I des Stadtkreises Nürnberg lediglich als Mitläufer eingestuft und zu einer Geldstrafe von 2.000 Reichsmark verurteilt. Nach Abschluss des Verfahrens wurde er wieder als Akademiedirektor eingesetzt. Noch im selben Jahr trat Gradl in den Ruhestand.

### Ausstellungen und Ehrungen
Zwischen 1949 und 1954 reiste Gradl durch die Oberpfalz, das Rheinland, Süddeutschland und Mainfranken. Eine Reise nach Italien schloss sich an. 1955 unternahm er eine Studienfahrt an die Mosel und nahm am 7. Juli 1955 im Rahmen der „Fränkischen Tage 1955“ an der Eröffnung der ersten Gradl-Ausstellung nach dem Krieg in der Würzburger Otto-Richter-Halle teil. Vom 13. bis 21. August des gleichen Jahres wurde eine von Gradl selbst besorgte Ausstellung anlässlich der 1100-Jahr-Feier in Marktheidenfeld gezeigt. An seinem Geburtshaus enthüllte die Stadt eine Bronzetafel. Zugleich wurde ihm die Urkunde der bereits 1942 verliehenen Ehrenbürgerschaft überreicht. Stolz vermerkte Gradl in seiner Autobiographie:

„… Eröffnung der Ausstellung am 13. VIII. In neun Tagen wurde diese Ausstellung von 3.500 Personen besucht, … ein gewaltiger Erfolg. … Nach herrlichen Tagen in Marktheidenfeld Rückkehr nach Nürnberg am 22. VIII.“

Am 3. Juli 1957 beschloss der Stadtrat von Marktheidenfeld schließlich, auch eine Straße nach Gradl im nördlichen Neubaugebiet zu benennen. Zu seinem 80. Geburtstag überraschte eine Delegation ihren Ehrenbürger mit Geschenken aus seinem Geburtsort.
Seit seiner Pensionierung waren fast 1.000 weitere Gemälde entstanden. Sein Gesamtwerk umfasst über 8.000 Zeichnungen, fast 2.100 Ölbilder und Hunderte von Illustrationen. 1963 sprach Gradl der Stadt Würzburg 300 seiner Handzeichnungen und 50 Ölbilder zu. In einem Nachtrag vom 22. Juli 1963 zu seinem Testament, verfügte er, dass auch Marktheidenfeld 45 Bilder und 20 Graphik-Blätter für eine geplante Gradl-Galerie erhalten sollte, verknüpft mit der Auflage, diese in „würdigen“ Räumen unterzubringen.
Am 15. Februar 1964, seinem 81. Geburtstag, verstarb Hermann Gradl in Nürnberg an einem Herzschlag. Er wurde auf dem dortigen Westfriedhof beigesetzt.

## Werk und Wirkung
Gradl kam als ausgebildeter Kunsthandwerker mit 25 Jahren erst relativ spät zur Malerei, die er sich autodidaktisch aneignete. Als Vorbilder dienten ihm dabei die Altdeutschen, die holländischen Kleinmeister, die deutschen Maler des 19. Jahrhunderts und hier vor allem die des Naturalismus. Besonders orientierte er sich an Hans Thoma. Auf seinem Studium der älteren Maltechniken basierend, schuf Gradl Genrebilder von Kleinstadt- und Architekturmotiven. Hinzu kamen Landschaftsbilder im Stil eines romantisierenden Realismus. Deutlich ist seine Orientierung an den Spitzweg’schen Kleinstadtidyllen, wenn er Motive aus Nürnberg und Umgebung mit Spießbürgern humorvoll ausstaffierte. Unterschiedlich prägende Einflüsse der Altdeutschen Malerei, der Romantik und des Jugendstils verhinderten im Frühwerk die Ausbildung einer eigenständigen Handschrift Gradls. Eine solche zeigte sich jedoch zunehmend bei seinen reinen Landschaftsbildern, soweit sie auf epigonale Ausschmückungen verzichteten. Gradl fertigte seine klein- und mittelformatigen Ölbilder im Atelier nach den Skizzen, die er vor Ort gemacht hatte.
Ein ganz wesentliches Charakteristikum seiner romantisierenden Landschaftsbilder ist die Abwesenheit aller zeitgenössischer Infrastruktur- und Technikelemente. So fehlen so gut wie auf allen seinen Bildern Eisenbahnlinien, Telefonmasten, Autostraßen, Stromleitungen, Fabriken usw. Er malte im 20. Jahrhundert Bilder aus dem 19. Jahrhundert, die eine ungestörte intakte Landschaft wiedergeben und dem Bedürfnis nach einer unproblematischen und harmonischen Welt entgegenkommen sollten. Der Preis für eine derart antagonistische Darstellung der Wirklichkeit, war eine geglättete, typisierte und fast austauschbare Genremalerei, die keine echte Beziehung mehr zur Realität hatte. Mit seinen durchkomponierten Landschaften entsprach er einem verbreiteten Wunsch der Zeit, die vom avantgardistischen Kunstbetrieb der 1920er Jahre geprägt war, (und die ein konservatives Publikum mit impressionistischer, abstrakter und nichtgegenständlicher Malerei oft überforderte) nach leicht verständlicher und gefälliger Kunst.

### Funktionalisierung und Mitwirkung
Nach der nationalsozialistischen Kunstauffassung hatte diese der Vermittlung der NS-Ideologie zu dienen und damit zur Herrschaftssicherung beizutragen. Dies galt generell und umfasste deshalb auch und gerade vordergründig unpolitische Bildthemen, wie z. B. die Landschaftsmalerei. Daher greift eine formalästhetische Bildanalyse zu kurz. Hinzutreten muss eine Funktionsanalyse, um zu klären, welchen politischen Zielen diese Gemälde dienstbar gemacht wurden.
Mit dem Ende des freien Kunstbetriebs schon zu Beginn des „Dritten Reiches“ wurde Gradls Malstil ideologisch vereinnahmt. Die Kunstpolitik des Nationalsozialismus lehnte die moderne Kunst als eine Erfindung des „jüdisch-bolschewistischen Rassefeindes“ ab und qualifizierte diese als „entartet“. Der so diffamierten Moderne stellte die nationalsozialistische Kunsttheorie Vorstellungen entgegen, die statt Verunsicherung durch „destruktiv-marxistische-jüdische Elemente“ an eine gesicherte Existenz mit Begriffen wie Volk, Heimat, Familie, Blut und Boden anknüpften. Die traditionelle Gattungsmalerei wurde wieder favorisiert. Dabei kam entsprechend dem Blut-und-Boden-Mythos der Landschaftsmalerei eine gewichtige Bedeutung zu. Mit der Betonung eines idealisierten Heimatbegriffs sollte der Wehrwillen gestärkt werden. Landschaftsbilder einer vorindustriellen Gesellschaft sollten Assoziationen an ein Land- und Dorfleben ohne soziale Konflikte und ohne Naturzerstörungen hervorrufen. Der von der Moderne bevorzugten Stadt mit all ihren negativen Erscheinungen wurde das Bild eines heilen und sozial intakten Dorflebens sowie einer unbeeinträchtigten Landschaft gegenübergestellt.
Mit seinen Landschafts- und Dorfidyllen war Gradl einer der Maler, der den Forderungen der nationalsozialistischen Kunsttheorie und -politik bereits voll entsprach, ohne dass er sich dessen bewusst gewesen wäre. Nicht weil Gradl nationalsozialistisch gemalt hätte (eine „Stilart“, die ebenso wenig möglich ist, wie etwa eine kommunistische), sondern weil die Ergebnisse seiner Kunstproduktion passgenau den ideologischen Vorgaben entsprachen und sich somit trefflich funktionalisieren ließen. Nicht die Bilder Gradls sind negativ an sich, sondern erst deren politische Aufladung, die sie durch die funktionalistische Verwendung im Sinne der NS-Ideologie erhielten. Natürlich vereinnahmte die nationalsozialistische Kunstpolitik auch die Werke vieler anderer Künstler für ihre Zwecke. Aber im Gegensatz zu Malern, die 1933 nicht mehr lebten, war Gradl für die Verwendung seiner Werke durch die damaligen Machthaber verantwortlich. Er bezog auch eindeutig Position, indem er sich als Professor und Direktor der Akademie der Bildenden Künste Nürnberg voll in den Dienst des ideologisch reglementierten Kunstbetriebs stellte und sich dezidiert zur NS-Ideologie bekannte. Erst auf der Woge der nationalsozialistischen Kunstauffassung und -förderung erlangte Gradl die Bedeutung, die ihn zu einem der bekanntesten Exponenten der damaligen staatsoffiziellen Malerei machte. Seine empfundene Genugtuung über die Wertschätzung seiner Werke durch Hitler und die Führungsschicht des Systems, brachte er nicht nur in überschwänglichen Elogen zum Ausdruck. So erklärte er noch 1943 als Danksagung anlässlich der Glückwünsche zu seinem 60. Geburtstag:

„Dem Führer aber, dem ich zum größten Teil meinen Aufstieg verdanke, will ich meine Ergebenheit und meinen Dank dadurch abstatten, dass ich auch weiterhin mein ganzes Können, meine volle Kraft und Energie in den Dienst der Deutschen Kunst stellen werde.“

Auch noch in seinen biographischen Aufzeichnungen 1948 hielt er an seiner Auffassung fest. Er stellte sich aktiv und in voller Überzeugung in den Dienst der nationalsozialistischen Machthaber. Dies ging sogar so weit, dass er 1941 aus der Kirche ausgetreten ist; eine Handlung, die man bei SS-Mitgliedern erwartete, für Künstler jedoch sehr ungewöhnlich war.

### Rezeption nach 1945
Ebenso unverblümt wie sich Gradl dem nationalsozialistischen Kunstbetrieb dienstbar gemacht hatte, stellte er seine Rolle im „Dritten Reich“ als völlig unpolitisch und selbstverständlich dar. Sämtliche Funktionen und Ehrungen seien ihm mehr oder weniger aufgedrängt worden. An seinem Malstil habe er nicht das Geringste geändert. Diese Auffassung ging auch in die öffentliche Bewertung seines Werkes nach dem Krieg ein. Seine Bilder waren nun wieder aus ihrer Funktionalisierung entlassen und somit gleichsam politisch neutralisiert. Übrig blieben für den unbedarften Betrachter harmlose Landschafts- und Genrebilder. So nahm die Beliebtheit Gradl keinen Schaden, wie nicht zuletzt die Nachfrage nach seinen Bildern zeigte.

## Zum Gradl-Bild in seinem Geburtsort
In Gradls Geburtsort wurde schon 1946 dessen Ehrenbürgerschaft aus dem Jahr 1943 mit der Begründung bestätigt, dass diese ausschließlich dem Künstler Gradl gegolten habe und politische Aspekte keine Rolle gespielt hätten. Spätestens nach der Entnazifizierung und der Eingruppierung Gradls nur als „Mitläufer“, galt er wieder als unbelasteter Landschaftsmaler, der für seine Verstrickung in den nationalsozialistischen Kunstbetrieb keine Verantwortung hatte, noch dem gar Schuld traf. Anlässlich der 1100-Jahr-Feier der Stadt und zu Gradls 72. Geburtstag wurde ihm die Verleihungsurkunde für seine Ehrenbürgerschaft offiziell übergeben. Zu seinem Geburtstag im Jahr darauf überbrachte eine Marktheidenfelder Delegation eine Kiste Wein. Es kam nicht zur Einrichtung einer Gradl-Galerie in seinem Geburtshaus, da man dieses 1973 abgerissen hatte.
Zum 100. Geburtstag erschien im Jahr 1983 ein Begleitkatalog zur Ausstellung „Hermann Gradl – Marktheidenfeld seine Heimatstadt“ mit den Bildern, die Gradl der Stadt vermacht hatte, ergänzt durch private Leihgaben. Im Vorwort des Katalogs wurde Gradl Lob zuteil. Eine Dauerausstellung von Gradl-Bildern, die danach im Dachgeschoss des Alten Rathauses eingerichtet werden sollte, wurde aufgegeben, da dort für einige Jahre der Ratssaal der Stadt untergebracht wurde. Heute nutzt die Volkshochschule die Räume als Lehrsäle.
Als Störer einer unkritischen und verkürzten Gradl-Rezeption in seiner Heimatstadt erwies sich der teilweise in Marktheidenfeld aufgewachsene und ansässige Schriftsteller Peter Roos. In mehreren Veröffentlichungen in überregionalen Zeitschriften und vor allem durch seinen „Roman einer Krankheit“ mit dem Titel „Hitler lieben“ aus dem Jahr 1998 entwarf er eine Gegenposition zum offiziellen Gradl-Bild.
Von 2000 bis 2022 befand sich im städtischen Kulturzentrum Franck-Haus ein Dokumentationsraum, in dem Gradls Werk kritisch in die Kunstgeschichte eingeordnet wurde.
In seiner Sitzung von 19. Januar 2023 beschloss der Marktheidenfelder Stadtrat einstimmig, dass sich die Stadt Marktheidenfeld von der im Jahr 1955 erfolgten Verleihung der Ehrenbürgerschaft für Hermann Gradl distanziert. Aufgrund Gradls Verstrickungen in den Kunstbetrieb der nationalsozialistischen Diktatur wurde zudem mehrheitlich beschlossen, die Gradlstraße in Marktheidenfeld umzuwidmen. Sie erinnert seit Januar 2023 an Bezirksamtmann Jakob Gradl (1833–1905). Im Rahmen des Stadtratsbeschlusses werden die bisher im Marktheidenfelder Franck-Haus in einer Dokumentation gezeigten Informationen zu Leben und Werk von Hermann Gradl seit Ende Januar 2023 in der Stadtbibliothek von Marktheidenfeld aufbewahrt. Sie sind dort für eine Auseinandersetzung mit dem Werk Gradls und dem Thema „Kunst im Nationalsozialismus“ einzusehen.

## Veröffentlichungen
- Hermann Gradl / Ludwig Ankenbrand (Hg.): Der schöne deutsche Süden; Stuttgart 1936.
- Horst Bröstler (Hg.): Hermann Gradl: Mein Leben als Maler; Edition ohne wissenschaftlichen Apparat; Marktheidenfeld 2022; ISBN 978-3-927439-33-7.

## Belege
1. ↑  Gradl, Hermann. In: Ulrich Thieme, Fred. C. Willis (Hrsg.): Allgemeines Lexikon der Bildenden Künstler von der Antike bis zur Gegenwart. Begründet von Ulrich Thieme und Felix Becker. Band 14: Giddens–Gress. E. A. Seemann, Leipzig 1921, S. 472 (Textarchiv – Internet Archive).
2. ↑  Autobiographie Ich erzähle aus meinem Leben. Unveröffentlichtes Manuskript.
3. 1 2 3 4 5 6  Roos: Hitler lieben. Roman einer Krankheit. Tübingen 1998.
4. ↑  Autobiographie. In: Roos: Hitler lieben. Roman einer Krankheit. Tübingen 1998, S. 23.
5. ↑  Eberhard Lutze: Sinnbilder deutschen Landes. In: Die Kunst im Deutschen Reich. 3, 1939, S. 218.
6. ↑  Verzeichnis der auf Veranlassung des Generalbauinspektors für die Reichshauptstadt für die Reichskanzlei erworbenen Bilder, Bundesarchiv Koblenz R43II/1062b. In: Angela Schönberger: Die neue Reichskanzlei von Albert Speer …. S. 194 ff.
7. ↑  Nach Günther, S. 67, wurden in den vier mittleren Sitznischen des Speisesaals, der übrigens nicht für repräsentative Zwecke vorgesehen war, die Gemälde Seelandschaft, Flusslandschaft, Mittelgebirge und Hochgebirge angebracht. Photographien sind nicht bekannt.
In dem Bericht über eine „Ausstellung der lebenden fränkischen Künstler“ der „Akademie der bildenden Künste“ in Nürnberg 1940, wird allerdings der Ausstellungsbeitrag des neuen Akademiedirektors Gradl wie folgt beschrieben: „Seinem Schaffen ist der Hauptraum gewidmet. Die großen Gemälde Professor Hermann Gradls, die zur Ausschmückung der Reichskanzlei geschaffen wurden, bilden den Mittelpunkt der ganzen Ausstellung. Die Werke sind durch die Ausstellung im Hause der Deutschen Kunst bereits vielen Volksgenossen bekannt.“ (Dr. Hans Ludwig Zankl in Kunst dem Volk, Monatsschrift für bildende und darstellende Kunst, Architektur und Kunsthandwerk, 11. Jahrgang, Folge 5, Mai 1940, S. 50)
8. ↑  Verzeichnis der im Reichskanzlei-Erweiterungsbau zur Verwendung gelangten Gemälde, Graphiken und Plastiken, soweit sie aus den Führerankäufen aus dem Haus der Deutschen Kunst stammen, Bundesarchiv Koblenz R43II/1054b. In: Angela Schönberger: Die neue Reichskanzlei von Albert Speer …. S. 187 ff.
9. ↑  Matthias Donath Nürnberg 1933–1945. Stadt der Reichsparteitage. Petersberg 2010, ISBN 978-3-86568-488-2, S. 133–134.
10. ↑  Bundesarchiv R 9361-IX KARTEI/11611389
11. ↑  Roos: Hitler lieben. Roman einer Krankheit. Tübingen 1998, S. 31.
12. ↑  Klee 2007, S. 194, Bundesarchiv 55/20252/1.
13. ↑  Staatsarchiv München: Spruchkammern. Karton 58.
14. ↑  Olaf Przybilla: Marktheidenfeld distanziert sich von NS-Maler Hermann Gradl. In: Süddeutsche Zeitung. 20. Januar 2023, abgerufen am 22. Februar 2023.
15. ↑  Stadt distanziert sich von Hermann Gradl. Stadt Marktheidenfeld, 20. Januar 2023, abgerufen am 26. Januar 2023.
16. ↑  Martin Harth: Getrübter Blick für das Wesentliche. Marktheidenfelder Verleger Horst Bröstler hat ein neues Gradl-Buch zur Rhein-Romantik herausgebracht; In: Main-Echo vom 29. Juli 2013; S. 15.
17. ↑  Martin Harth: Bröstler-Buch: So banal wie viele Gradl-Bilder; In: Main-Post vom 19. Juli 2013

| Personendaten    | Personendaten                             |
| ---------------- | ----------------------------------------- |
| NAME             | Gradl, Hermann                            |
| KURZBESCHREIBUNG | deutscher Maler, Zeichner und Illustrator |
| GEBURTSDATUM     | 15. Februar 1883                          |
| GEBURTSORT       | Marktheidenfeld                           |
| STERBEDATUM      | 15. Februar 1964                          |
| STERBEORT        | Nürnberg                                  |